# Dilophus inconnexus
Dilophus inconnexus är en tvåvingeart som först beskrevs av Hardy 1961.  Dilophus inconnexus ingår i släktet Dilophus och familjen hårmyggor.
Artens utbredningsområde är Venezuela. Inga underarter finns listade i Catalogue of Life.